# 4-Hydroxybenzoate de propyle
Le 4-hydroxybenzoate de propyle ou propylparabène est un composé organique de la famille des parabènes. Il existe à l’état naturel dans de nombreuses plantes et chez quelques insectes, mais on le synthétise pour l’industrie des cosmétiques, la pharmacie et l’industrie agro-alimentaire. C’est un conservateur (E216) que l'on trouve fréquemment dans les cosmétiques à base d’eau, comme les crèmes, lotions, shampooings et produits de bains, car il est hydrosoluble.

## Risques d'utilisation dans les consommables et cosmétiques
Depuis 2004 l'AFSSAPS, maintenant devenue l'ANSM surveille et effectue des recherches et expériences sur les parabènes. En 2005 un bulletin est publié par l'ANSM, les résultats ne mettent pas en évidence une toxicité ou une nuisance suffisante pour en interdire l'utilisation. En 2011 les études continuent et un bulletin était prévu pour novembre 2011.
Beaucoup de consommateurs s'inquiètent et réagissent à la présence de ce produit dans plus de 400 médicaments, alors que l'on ne connait pas encore précisément l'impact de l'absorption de ce produit dans le corps.
Risques connus :
- Allergène mineur.

Risques soumis à études :
- impact négatif sur le système endocrinien ;
- risque cancérigène lié à la perturbation endocrinienne ;
- impact négatif sur la fertilité masculine ;
- reprotoxique.

À part l'effet allergène, les autres risques ne sont pas confirmés chez l'homme et n'en sont qu'a l'état de test, les risques importants ne sont pas inexistants mais les chances qu'ils soient réels sont suffisamment faibles pour ne pas interdire le produit dans l'alimentaire, le pharmaceutique et la cosmétique.